# Вахтанг Чантурішвілі
Вахтанг Чантурішвілі (груз. ვახტანგ ჭანტურიშვილი, 5 серпня 1993, Озургеті) — грузинський футболіст, півзахисник клубу «Спартак» (Трнава).

## Ігрова кар'єра
Розпочав свою кар'єру в клубі «Норчі Дінамоелі». Він дебютував в команді 23 серпня 2013 року в матчі проти «Самгуралі» (0:0).
З наступного року став грати за «Зестафоні», з якою став фіналістом Кубка Грузії у сезоні 2013/14.
На початку 2015 року перейшов у столичне «Динамо» (Тбілісі), у складі якого виграв два Кубки Грузії, а також по разу ставав чемпіоном країни і володарем національного Суперкубка. В кінці 2016 року покинув клуб на правах вільного агента.
У лютому 2017 року перебував на перегляді в українській «Олександії», з якою відправився на другий зимовий збір до Туреччини. 16 березня 2017 року був внесений олександрійською командою до заявки клубу на сезон, проте у команді не закріпився і у червні 2017 року став гравцем словацького клубу «Спартак» (Трнава).

## Збірна
У травні 2016 року Чантурішвілі був вперше викликаний до лав національної збірної Грузії і дебютував за головну команду 27 травня в товариському матчі проти Словаччини (1:3), в якому він вийшов в основному складі і був замінений в перерві на Левана Кенію.

## Досягнення
- Чемпіон Грузії (2):

«Зестафоні»: 2011-12
«Динамо» (Тбілісі): 2015-16
- Володар Кубка Грузії (2):

«Динамо» (Тбілісі): 2014-15, 2015-16
- Володар Суперкубка Грузії (3):

«Зестафоні»: 2011, 2012
«Динамо» (Тбілісі): 2015